# Bill Easton
Millard E. Bill Easton (* 13. September 1904 in Stinesville, Indiana; † 4. Oktober 1997 in Kansas City, Kansas) war ein US-amerikanischer Leichtathletiktrainer.

## Leben
Easton gehört zu der Generation an Trainern, die breit aufgestellt waren und in verschiedenen Sportarten kompetent waren. Nach dem Abschluss der High School in Sandborn, Indiana, (1922) absolvierte er an der Indiana University zunächst ein Pädagogikstudium (BA, 1927), ergänzte dies durch Leibesübungen (BS, 1932). In den Sommerserien arbeitete er als Lebensretter. Als Leichtathlet trainierte er als Mittel- und Langstreckler bei Billy Hayes, von dem er so begeistert war, dass er dessen graduate assistent (1927–1932) wurde. Nach dem Bachelor wurde er Lehrer/Trainer an den High Schools in Ellettsville (Indiana), Lowell, Hobart (Indiana) und Hammond (in drei Jahren zweimal Indiana-Mannschaftsmeister). Parallel hierzu war er weiter eingeschrieben und setzte sein Studium (MS, 1935) fort. 1941 wurde er Leichtathletiktrainer der Duke University und gleichzeitig der Sportdirektor der Duke-Relays wurde, die er zum bedeutendsten Mittel- und Langstreckenevent der USA ausbaute. 1948 wurde er der Leichtathletiktrainer der University of Kansas und zusätzlich (bis 1955) Trainerassistent der Football-Mannschaft. Er brachte 8 Olympiateilnehmer, hierbei 3 Olympiasieger, 32 Länderkampfteilnehmer heraus, zudem erreichten diese 14 amerikanische Rekorde. Seine bekanntesten Leichtathleten waren Bill Nieder, Al Oerter, Billy Mills, Fred Wilt und Wes Santee.
Trotz seiner internationalen Erfolge entließ ihn die University of Kansas fristlos (vorzeitiger Ruhestand mit 61), da sie unbedingt Jim Ryun als Athlet haben wollten und dieser nur mit seinem Trainer Bob Timmons als Cheftrainer kommen wollte. Easton wurde daraufhin leitender Nationaltrainer Mexikos (1965–1969), bevor er für das State Department Trainerweiterbildungskurse vor allem in Malaysia gab. Als ehemaliger Mittel- und Langstreckler verlangte er ein sehr umfangreiches Intervalltraining, was er jedoch im Winter durch lange Crossläufe ergänzte.

## Ehrungen
Für seine Verdienste wurde er in die State of Kansas Sports Hall, 2000; Helms Hall of Fame, 1966; National Track & Field Hall of Fame, 1975; U.S. Track & Field Hall of Fame, 1975; Drake Relays Coaches Hall of Fame, 1976; Indiana High School Hall of Fame, 1977; KU Athletics Hall of Fame, 1977.
Das jährliche Einladungssportfst der University of Kansas trägt seinen Namen, Bill Easton Classic.